# Kishin dōji Zenki FX: Vajra Fight
 (septembre 2015).
Kishin dōji Zenki FX: Vajra Figh est un jeu vidéo sorti uniquement au Japon sur Super Famicom. Il s'agit d'adaptation du manga et anime éponyme de Kikuhide Tani et Yoshihiro Kuroiwa (1992).